# Првић Лука
Првић Лука је село на острву Првићу у Хрватској. У саставу је града Водица у Шибенско-книнској жупанији.

## Географија
Првић Лука се налази на југоисточној обали Првића, у природној ували која је заштићена од свих ветрова, осим од југа. Осим тога, већи део луке заштићен је лукобраном дугачким око 110 m. Североисточно од села налази се највиши врх острва – Витковић, висок 75 m. Изворно насељено на самом крају увале, село се данас простире издужено целом њеном северном страном, све до најисточнијег рта острва.

## Историја
Први насељеници места су вероватно били пустињаци. Касније, од 15. века, место постаје одмаралиште племића, а насељавају га и свештеници бенедиктанског и фрањевачког реда, који подижу самостан, а касније и две цркве. Временом, село се ширило на исток и број становника се повећавао, да би врхунац био достигнут почетком 20. века, када их је било око 1300.
Месна школа је установљена 1877. године, али је престала с радом половином прошлог века. У село је телеграф уведен 1912, а водовод 1978. године.
Село се до распада СФРЈ налазило у некадашњој великој општини Шибеник, потом у склопу Града Шибеника, а у састав Града Водице ушло је 1997. године.

## Демографија
Житељи Првић Луке називају се Лучани или Првићани, а житељке – Лучанке или Првинке.
Значајан пораст становништва Првић Луке забележен је и у време епидемије куге половином 17. века (од које је страдало пет шестина Шибенчана) као и у временима најезде Турака.
Током 20. века, број становника је константно опадао, а почетком овог века дошао је на око две стотине, већином Хрвата.
Године 2021, у селу је живело 148 становника. Упркос томе, острво Првић је и даље једно од најгушће насељених острва у Јадранском мору.
Током лета, доласком туриста, популација села се вишеструко увећа.

### Познате особе
Из Првић Луке је пореклом песникиња Весна Парун (1922–2010), најзначајнија хрватска песникиња 20. века.
У месној цркви Госпе од анђела, по сопственој жељи, сахрањен је проналазач, лингвиста и полихистор Фауст Вранчић (1551–1617) који је саставио први речник хрватског језика и за којег се тврди да је, између осталог, изумео правоугаони падобран.
Из села је и Жељко Мареља, некадашњи капитен кошаркашког клуба Шибенка, из времена када је тај клуб постизао своје најбоље резултате с Драженом Петровићем на челу, тј. контроверзни пораз од КК Босна у финалу Првенства Југославије у сезони 1982/83. и два финала Купа Радивоја Кораћа (1981/82 и 1982/83).
Његов син, Јуре Мареља је ватерполо тренер. Са сплитским клубом Јадран освојио је првенство Хрватске у сезони 2022/23, а тренутно је помоћни тренер хрватске ватерполо репрезентације са којом је освојио Светско првенство 2024. године и сребрну медаљу на Олимпијским играма исте године.

## Економија
Становништво се раније бавило рибарством, виноградарством и прекоморском пловидбом. На кратко време, у селу је постојала фабрика сардина. Данас је главно сеоско занимање туризам.
У селу постоји један хотел, као и низ приватних апартмана, уз неколико ресторана и кафића. Због природне заштићености увале, Првић Лука је и популарно одредиште једриличара и јахташа.
Током првих девет месеци 2017. године, у селу је боравило укупно око 1.800 домаћих и страних посетилаца.

## Култура
Као месна заштитница слави се Госпа од анђела, сваког 2. августа. У селу се током лета приређују изложбе, а у селу делује и једна клапа.
Септембра 2012. године отворен је годинама грађени меморијални центар Фауста Вранчића у средишту села. За ову намену је, само у 2012. години, било одвојено више од половине средстава буџета за културу Града Водица. Музеј је био номинован за Европски музеј 2015. године у организацији Европског музејског форума.
Августа 2010, фотограф Шиме Стрикоман снимио је у Првић Луци фотографију серијала „Миленијумска фотографија“, уз учешће више стотина људи, а мотив фотографије био је нацрт падобрана из Вранчићеве књиге „Нове машине“.
Почев од 2010. године, сваког 5. августа из Првић Луке креће „Ђир око Првића” током којег острвљани чамцима оплове читаво острво.

### Архитектура
Архитектура Првић Луке је типична медитеранска. У селу преовлађују камене једноспратне и двоспратне куће покривене црепом и, осим главне улице, све остале улице су уске. Многе куће су напуштене, па је 2011. године пописано готово 400 стамбених јединица, од којих је тек мање од 100 било стално насељено.
Селом доминира камени звоник подигнут крајем 19. века, а на средишњем тргу налази се мермерни споменик жртвама антифашистичке борбе подигнут 1986. године.

### Религија
Фрањевачки самостан, основан 1463. године у садашњем средишту села, сматра се најважнијом грађевином на острву. У њему је и средиште локалне жупе основане 1602. године. Осим жупне цркве Госпе од анђела из 15. века, у селу постоји још једна, старија црквица, као и две капелице, на ртовима северне и јужне стране увале.  Становништво је махом римокатоличке вероиповести, уз одређени број атеиста.

### Спорт
У селу постоји један терен за мали фудбал и кошарку, као и терен за боћање и један приватни тениски терен. У селу делује и један спортско-рекреативни клуб, а 2022. године основан је и ватерполо клуб Првић који се од 2023. године такмичи у 3. хрватској лиги.
Првић Лука је редовно учествовала у Бодулским припетавањима – надметањима становника острва шибенског архипелага у традиционалним спортовима. У првој сезони Припетавања, 2006. године, Првић Лука је била укупни победник.
Године 2009, на Првенству Далмације у боћању у организацији „Слободне Далмације“, Првић Лука је победила међу 13 екипа шибенског подручја и пласирала се у финално такмичење у Сплиту.

## Саобраћај
На целом острву није дозвољен саобраћај друмским возилима, осим бициклима и малим тракторима.
Редовна бродска линија повезује Првић Луку с Водицама и Шибеником неколико пута дневно, а број полазака се током лета повећава.